# Charlie Jeffery
Charlie Jeffery (* 27. Juli 1964) ist ein britischer Politikwissenschaftler und seit 2019 Vizekanzler sowie Präsident der University of York. Er war von 2012 bis 2014 Vorsitzender der Political Studies Association (PSA).
Bevor Jeffrey an die University of York kam, forschte und lehrte er seit 2004 als Professor an der University of Edinburgh, dort war er Direktor des ESRC Devolution and Constitutional Change Programme. Davor war er Deputy Director des Institute of German Studies der University of Birmingham.

## Schriften (Auswahl)
- Social democracy in the Austrian Provinces. 1918–1934. Beyond Red Vienna. Leicester University Press, London 1995, ISBN 0-8386-3629-2.
- Mit Peter Savigear: German federalism today. St. Martin’s Press, New York 1991; ISBN 0-312-06513-2.